# Mungo Jerry
I Mungo Jerry sono un gruppo musicale folk rock inglese, attivo dal 1970.
In auge negli anni settanta, il loro successo è legato soprattutto al singolo In the Summertime, che nel 1970 scalò le classifiche di vari paesi del mondo, divenendo uno dei più noti tormentoni estivi. Nella scelta del nome il gruppo si ispirò al gatto Mungojerrie, uno dei personaggi del poema Mungojerrie and Rumpleteazer contenuto nel libro di  T. S. Eliot Old Possum's Book of Practical Cats, da cui è tratto il celebre musical Cats.

## Storia
Fondatore e leader del gruppo è stato Ray Dorset, da sempre affascinato dalle sonorità rock e blues. Gli altri membri del gruppo erano Mike Cole (basso), Paul King (chitarra), Joe Rush (percussioni e washboard) e Colin Earl (tastiere).
Il gruppo nel corso degli anni settanta ha pubblicato altri lavori senza però replicare il successo di In the Summertime.
Hanno partecipato al Festival di Sanremo 1971 con la canzone Santo Antonio Santo Francisco, eseguita in abbinamento con Piero Focaccia ed eliminata dopo la prima doppia esibizione.

## Discografia

### Album in studio
- 1970 - Mungo Jerry
- 1971 - Electronically Tested
- 1971 - You Don't Have to Be in the Army
- 1972 - Boot Power
- 1974 - Long Legged Woman Dressed in Black
- 1975 - Impala Saga
- 1977 - Ray Dorset & Mungo Jerry
- 1977 - Lovin' in the Alleys and Fightin' in the Streets
- 1981 - Together Again
- 1982 - Boogie Up
- 1984 - Katmandu - A Case for the Blues (con Peter Green e Vincent Crane)
- 1991 - Snakebite
- 1997 - Old Shoes New Jeans
- 2001 - Candy Dreams
- 2003 - Adults Only
- 2007 - Naked - From the Heart
- 2007 - When She Comes, She Runs All Over Me

### Raccolte
- 1987 - All the Hits Plus More
- 2002 - Move On - The Latest and the Greatest
- 2002 - The very best of... Mungo Jerry